# Hydrocorynidae
Hydrocorynidae is een familie van neteldieren uit de klasse van de Hydrozoa (hydroïdpoliepen).

## Geslachten
- Hydrocoryne Stechow, 1908
- Samuraia Mangin, 1991